# Шаманівка
Шама́нівка — село Красносільської сільської громади в Одеському районі Одеської області, Україна. Населення становить 116 осіб. До 2020 року орган місцевого самоврядування — Павлинська сільська рада.

## Населення
Згідно з переписом 1989 року населення села становило 156 осіб, з яких 67 чоловіків та 89 жінок.
За переписом населення 2001 року в селі мешкало 116 осіб.

### Мова
Розподіл населення за рідною мовою за даними перепису 2001 року:
| Мова       | Відсоток |
| ---------- | -------- |
| українська | 87,07 %  |
| російська  | 9,48 %   |
| молдовська | 2,59 %   |
| білоруська | 0,86 %   |